# Војвођанска банка
Војвођанска банка је бивша банка у Србији, основана 1868. године у Сомбору као кредитна задруга. Године 1962, основана је Привредна банка Аутономне Покрајине Војводине, која 1966. године постаје Привредна банка Нови Сад.
Угашена је 2021. године, након спајања са ОТП банком. 